# فمکه ورستیچلن
فمکه ورستیچلن (به انگلیسی: Femke Verstichelen)(زاده ۲۲ مارس ۱۹۸۴) دوچرخه‌سوار بلژیکی است.
او یک زن ترنس است.